# Чудо (фильм, 2013)
«ЧУДО» — российский художественный фильм 2013 года, режиссёра Антона Дорина, производства студии «Антей Фильм» при участии «LOOK FILM». Рекламный слоган фильма — «Пять новелл — одно ЧУДО».
Действие фильма происходит в русской деревенской местности. Натурализм и быт жителей переплетается с магическим реализмом: каждый из героев переживает момент столкновения со сверхъестественным. В каждой из пяти новелл («Пастух», «Встреча», «Голоса», «Судьба», «Мать») — один-два героя. Это разные стилистически, разные по жанру истории, с разными актерами, но объединенные одной идеей. Между героями — драма, комедия, мелодрама и человеческие взаимоотношения. Действие разворачивается на грани реальности и фантасмагории, но всегда происходит главное — чудо.
Фильм «ЧУДО» — участник:
— конкурсной программы XXIII Международного Кинофорума «Золотой Витязь» в Томске (22-31 мая 2014 год)
— конкурсной программы Санкт-Петербургского Международного кинофестиваля «Фестиваль Фестивалей» (23-29 июня 2014 год)
— конкурсной программы XII Московского Кинофестиваля «Московская Премьера» (программа Семь дебютов) (29 августа — 7 сентября 2014 года)
— конкурсной программы VII Международного Кинофестиваля «Восток & Запад» в Оренбурге (18-24 октября 2014 года)
— конкурсной программы фестиваля «Русское кино» в Нанте (Франция) (04-08 февраля 2015 года)
На XXIII Международном Кинофоруме «Золотой Витязь» (Томск, 2014) диплом за лучшую режиссёрскую работу присуждён Антону Дорину за фильм «ЧУДО» (Россия).

## Сюжет
Новелла 1 «ПАСТУХ»:
Каждый день пастух ходит на пастбище с одной целью — выпить и поспать. О коровах пастух думает меньше всего. Проснувшись после очередного запоя, он идет искать коров, которые убежали на кладбище. Здесь и происходит первое ЧУДО.
Новелла 2 «ВСТРЕЧА»:
История странной дружбы и вражды двух одиноких старух, которые встречаются на деревенской дороге. Не случайно сводит их судьба на пути к храму, оказывается, они идут сниматься в кино, но ЧУДО уже с ними произошло.
Новелла 3 «ГОЛОСА»:
Местный юродивый Кондрат каждый день приходит на кладбище навещать родных, близких, односельчан и просто знакомых, которые умерли. Он с ними разговаривает, ссорится, мирится, но и с ним происходит ЧУДО …
Новелла 4 «СУДЬБА»:
Беременная деревенская девушка Антонина идет рожать в храм, чтобы не нарушать семейную традицию, но на её пути возникает мистическая женщина С., которая предлагает странный выбор.
Новелла 5 «МАТЬ»:
Раз в год, в день смерти своего сына, Мария приходит в заброшенный старый храм, читает молитву и с ней происходит ЧУДО.

## В ролях
- Вадим Афанасьев — Толик, новеллы «Пастух», «Судьба»
- Максим Пинскер — Мишка, новелла «Пастух»
- Анна Овсянникова — Зина, новелла «Встреча»
- Бронислава Захарова — Катя , новелла «Встреча»
- Андрей Батуханов — Кондрат , новелла «Голоса»
- Николай Чиндяйкин — Борис Александрович (голос), новелла «Голоса»
- Юлия Назаренко — Антонина, новелла «Судьба»
- Ирэна Кокрятская — Женщина С., новелла «Судьба»
- Николай Качура — Колька, новелла «Судьба»
- Мария Клюквина — Мария Губанова, новелла «Мать»
- Михаил Фатеев — Андрей, новелла «Мать»
- Алексей Харченко — Мальчик , новеллы «Встреча», «Мать»

## Съемочная группа
- Режиссёр-постановщик — Антон Дорин
- Авторы сценария — Евгений Рогов, Антон Дорин, при участии Евгения Унгарда, Жанна Владимирова
- Оператор-постановщик — Михаил Козлов, Дмитрий Кузнецов
- Художник-постановщик — Александр Нухов, Вадим Афанасьев
- Композитор — Олег Шлосс
- Художник по костюмам — Венера Славна
- Художник по гриму — Мария Соболева
- Звукорежиссёр — Олег Шлосс
- Первичная запись звука — Константин Стеткевич, Виктор Хохлачев
- Режиссёры монтажа — Дмитрий Потапов, Наталия Тапкова
- Второй оператор — Марина Захарова
- Шумовой оформитель — Алексей Колодицкий
- Цветокоррекция — Андрей Лебедянский
- Колорист — Екатерина Мотина
- Продюсеры — Екатерина Алтынова, Александр Плотников

## Интересные факты
- Съёмки фильма прошли в 2011—2012 годах в Вологодской области Сокольского района (в деревнях Чекшино, Замошье и Акуловское).
- Съемочный период фильма: июль 2011 года — новеллы «Мать» и «Голоса»; сентябрь 2011 года — новеллы «Пастух» и «Встреча»; август 2012 года — новелла «Судьба».
- В фильме показана река Шорега, через которую переходят герои новелл, следуя по направлению к заброшенному старому храму.
- В фильме можно увидеть два храма — Николо-Троицкий собор (натура) стоит между деревнями Шадрино и Акуловское, а также Церковь Покрова (интерьер) в деревне Замошье.
- Музыкальное духовное песнопение «Святый Боже» в фильме исполняет Ольга Кормухина.
- Народную песню «Я была недавно в поле» исполняют актрисы Анна Овсянникова и Бронислава Захарова.
- В исполнении ансамбля древнерусской духовной музыки «Сирин» под управлением Андрея Котова звучит народная песня «Грешный человече».
- Корову «Надька» озвучивала актриса Мария Клюквина, а корову «Любка» актриса Анна Овсянникова.
- Новеллы «Пастух», «Встреча», «Голоса» и «Мать» снял оператор Михаил Козлов, а новеллу «Судьба» снял оператор Дмитрий Кузнецов.